# Valerij Legasov
Valerij Alexejevič Legasov, rusky Валерий Алексеевич Легасов (1. září 1936 Tula – 27. dubna 1988 Moskva) byl sovětský vědec v oboru anorganické chemie, člen Akademie věd Sovětského svazu. Známý je především díky své funkci vedoucího vyšetřovací komise černobylské havárie z 26. dubna 1986.

## Životopis
Valerij Legasov se narodil v Tule jako dítě z dělnické rodiny. Vystudoval Chemicko-technickou univerzitu Dmitrije Mendělejeva a pracoval v Institutu pro atomovou energii I. V. Kurčatova. V roce 1967 dosáhl akademického titulu a v roce 1972 získal doktorát v oboru chemie. Od roku 1983 až do své smrti byl vedoucím katedry chemického inženýrství na Chemické fakultě Moskevské státní univerzity M. V. Lomonosova. V roce 1981 se stal členem Ruské akademie věd.
Legasov a další vědci již při zavádění reaktoru RBMK do sovětských elektráren upozorňovali na rizika vyplývající z jeho nebezpečné konstrukce (reaktor bez kontejnmentu). Dalším problémem byly zavádějící informace pro operátory, kteří neznali kritické chování reaktoru v nestabilních podmínkách (obecně pod 30 % nominálního výkonu), nevěděli o nebezpečně vysokém kladném dutinovém koeficientu reaktivity (velmi rychlý nárůst výkonu reaktoru při ztrátě chladicího média) a neměli ponětí o specifické konstrukci regulačních tyčí (které při zavádění do běžícího reaktoru zpočátku zvyšovaly jeho výkon, místo aby omezily štěpnou reakci a výkon snižovaly).
Po katastrofě v Černobylu se Legasov stal klíčovou postavou vládní komise, která měla zkoumat příčiny katastrofy a vypracovat plán na odstranění jejích následků. Přijal důležitá rozhodnutí v zájmu odvrácení dalších škod a informoval vládu o situaci v oblasti. Informoval své kolegy a tisk o bezpečnostních rizicích zničeného reaktoru a vyzval k okamžité evakuaci města Pripjať. Také navrhoval zrušit prvomájové oslavy v Kyjevě, které následovaly krátce po havárii v Černobylu, ale nepovedlo se mu přesvědčit komunistické špičky. Jeho výpověď na soudu 3 mužů kteří byli obviněni z katastrofy v Černobylu Anatolij Ďatlov, Viktor Brjuchanov, Nikolaj Fomin, nebyla sovětským svazem přijata.

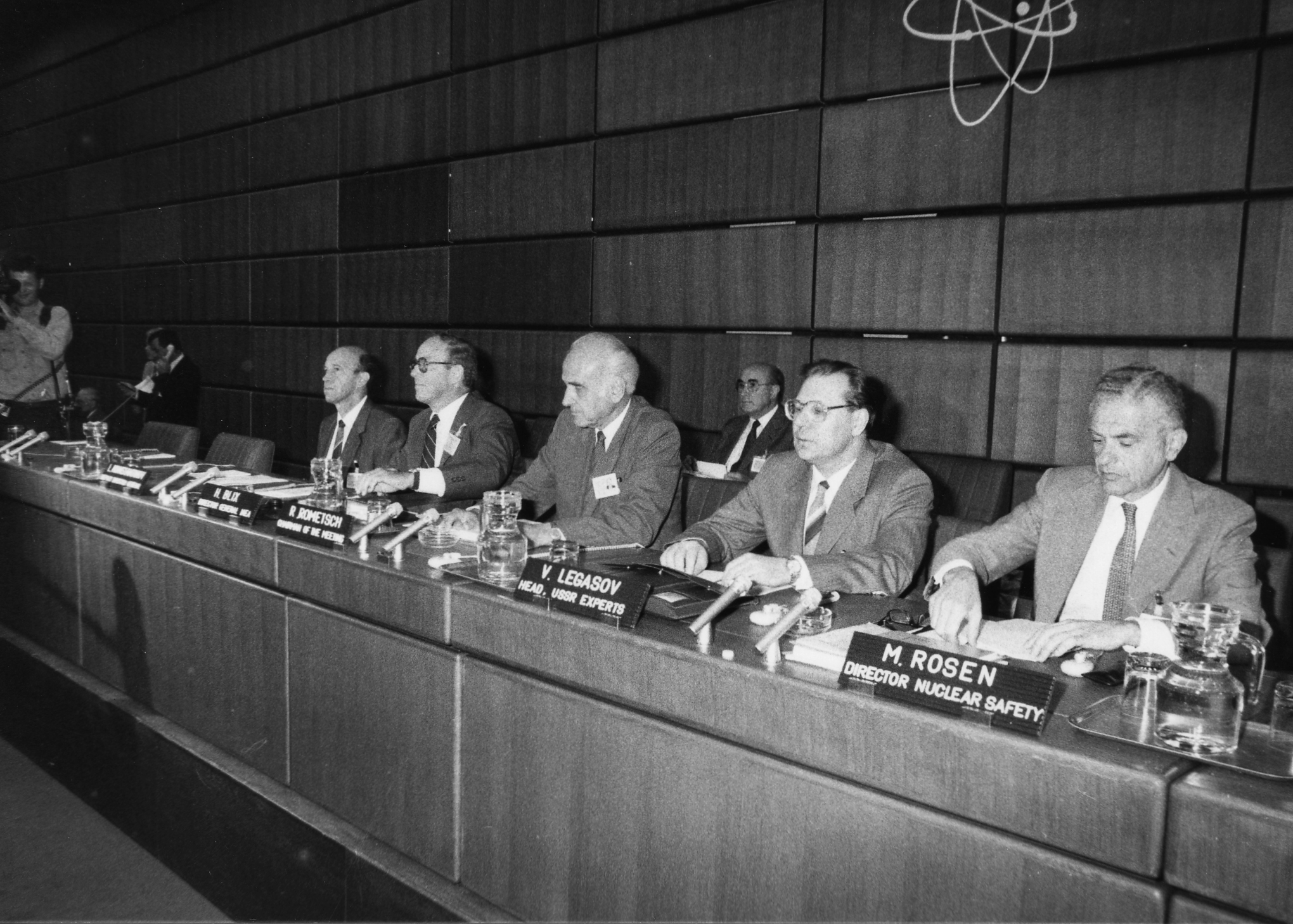
Legasov (druhý zprava) na konferenci IAEA ve Vídni, srpen 1986

V srpnu 1986 přednesl zprávu sovětské delegace na zvláštním zasedání Mezinárodní agentury pro atomovou energii ve Vídni.
Valerij Legasov byl 27. dubna 1988, dva roky po výbuchu v Černobylu, nalezen mrtev ve svém domě u Moskvy. Má se za to, že spáchal sebevraždu oběšením. Předtím nahrál ještě zvukový záznam, v němž uvedl více podrobností o katastrofě v Černobylu.
Po této jeho tragické smrti byly jeho názory, publikace a zvukový záznam šířeny mezi sovětskými vědci. Samotný Sovětský svaz přiznal chyby v konstrukci reaktoru RBMK-1000 a to, že operátoři řídícího centra nevěděli o těchto skutečnostech a faktech. Při situaci, ke které osudné noci došlo ve 4. bloku, tlačítko AZ-5 (spouštěč rychlé odstávky reaktoru) a grafitové hroty bórových tyčí ještě více zvyšují výkon a tudíž v okamžiku, kdy bylo tlačítko stisknuto, nešlo výbuchu vzhledem k vysoké nestabilitě v reaktoru, tzv. otravě xenonem a vzniku dutiny způsobené vysokou teplotou v jádře bez chladicí vody zabránit.

## Ocenění
V září 1996 byl Valerij Legasov posmrtně „za odvahu, pevnost a hrdinství, které osvědčil při likvidaci následků nehody v jaderné elektrárně v Černobylu“ vyznamenán titulem Hrdina Ruské federace, který mu udělil tehdejší ruský prezident Boris Jelcin.